# Горевой, Владимир Эмильевич
Влади́мир Эми́льевич Горево́й (28 декабря 1944, Москва — 3 июня 2019, Санкт-Петербург) — советский и российский скульптор, заслуженный художник РСФСР (1983), академик РАХ (2002). Лауреат Государственной премии РСФСР в области архитектуры (1978).

## Биография
Родился 28 декабря 1944 года в Москве. В 1970 году окончил Ленинградский институт живописи, скульптуры и архитектуры имени И. Е. Репина, а также мастерскую скульптуры профессора М. К. Аникушина.
Автор более ста работ. Преподавал в Академии художеств имени Ильи Репина.
Похоронен на Смоленском православном кладбище.

## Работы
- комплекс «Партизанская слава» в Луге (1975)
- памятник Петру I в Приозерске (1978)
- памятник Н. А. Островскому в Сочи (1979)
- памятник Ф. Э. Дзержинскому в Ленинграде (1981)
- памятники Екатерине II в Новоржеве (2002) и Пушкине (2013)
- памятник Павлу I во дворе Михайловского замка в Петербурге (2003)
- памятник Августину де Бетанкуру в Петербурге (2003)
- памятник императрице Марии Александровне в Сан-Ремо, Италия (2010)
- памятник П. И. Чайковскому в Италии
- памятник-бюст И. К. Айвазовскому в Кронштадте (2012)
- памятник адмиралу Ф. Ф. Ушакову в Кронштадте (2015)
- памятник протопресвитеру А. А. Желобовскому в Кронштадте (2021)
- памятник реставратору и хранителю  Павловского музея Анне Ивановне Зеленовой в Павловске (2022). Завершили работу мастера его ученики скульпторы А.Мартьянов и Р.Игамбердиев.

## Награды
- Государственная премия РСФСР в области архитектуры (1978) — за архитектурно-скульптурный комплекс «Партизанская слава» близ города Луги (совместно с С. Кубасовым, В. Бажиновым, В. Неймарком)[3];
- премия Ленинского комсомола (1980) — за создание образа писателя Н. А. Островского в монументальной скульптуре[3];
- золотая медаль Академии художеств СССР (1981) — за памятник Ф. Э. Дзержинскому в Ленинграде (совместно с С. Кубасовым, архитектором В. Бухаевым)[3];
- орден Почёта (16 июля 2012) — за большие заслуги в развитии отечественной культуры и изобразительного искусства, многолетнюю творческую деятельность[4].